# Bartolomeo Malacarne
Bartolomeo Malacarne (Vicenza, 27 dicembre 1782 – Venezia, 7 gennaio 1842) è stato un architetto e urbanista italiano del Regno Lombardo-Veneto, interprete del palladianesimo sulla scia dei vicentini Andrea Palladio, Vincenzo Scamozzi e Ottone Calderari.

## Biografia
Visse ed esercitò la sua attività di architetto e urbanista sempre nella città di Vicenza, durante il periodo in cui la città era soggetta al Regno Lombardo-Veneto, a sua volta integrato nell'Impero austriaco, cui sentiva lealmente di appartenere.
Ultimo interprete del palladianesimo, si occupò del rifacimento di diversi complessi più antichi in forme neoclassiche (per questo molto criticato dal Barbieri, che lo definisce "ostinato seguace del Calderari nel sogno della città totalmente e solo classicheggiante e palladiana, nulla rispettando che si opponesse al suo proposito di moralizzazione").
Quando nella primavera del 1816 il Comune decise di aprire il parco di Campo Marzo a pubblico passeggio in onore di Francesco d’Austria, egli progettò lo spazio e previde, tra l'altro, la creazione di un ampio stradone centrale - quello che fu poi chiamato viale Dalmazia o, nel linguaggio corrente, viale dei Platani - che portava dall'arco trionfale del Revese fino al fiume Retrone dove, nel 1823, fu costruito il nuovo ponte di Santa Libera per raccordare il viale ai portici del Muttoni che portavano al Santuario di Monte Berico.
Sempre in Campo Marzo, il Malacarne progettò il Caffè Moresco – distrutto durante l'ultima guerra mondiale - che risentiva del gusto esotico allora di moda - e si occupò del restauro dell'arco trionfale seicentesco del Revese che nel 1838, in occasione del ripristino della Fiera d'agosto, concesso da Ferdinando d’Austria, completò con un prospetto esterno secondo canoni neoclassici.
Il suo progetto più importante, quello che lo fece ricordare stabilmente alla città, fu la realizzazione del Cimitero Maggiore di Vicenza, iniziato nel 1816.
Morì a Vicenza il 7 gennaio 1842, prima di veder completata questa sua maggiore opera, che fu ultimata da Giacomo Verda nel 1848. In segno di riconoscimento per le sue benemerenze il Comune pose la sua tomba tra quelle degli uomini illustri.
In contrà Lodi, nel quartiere di Porta Nova, una lapide ricorda la casa al n. 19 in cui l'architetto nacque, visse e morì.

## Opere
Tra le sue opere:
- Normalizzazione delle ali settentrionale e occidentale del Palazzo del Podestà (1805-10), distrutte da un incendio nel 1799[6] (con Giacomo Verda)
- Ala meridionale del Palazzo vescovile (1812-14), quasi subito abbattuta perché giudicata negativamente[7]
- Restauro del chiostro del monastero delle benedettine di San Pietro, con l'aggiunta di una lunga ala affacciata sul sagrato della chiesa (1813)[8]
- Sistemazione di Campo Marzo a parco pubblico (1816)
- Caffè Moresco in Campo Marzo (distrutto nella seconda guerra mondiale)
- Cimitero Maggiore di Vicenza (1816, concluso postumo nel 1848 da Giacomo Verda)
- Demolizione del primo e maggiore dei due chiostri tardo quattrocenteschi annessi all'Oratorio dei santi Maria e Cristoforo, sede del Convitto comunale, rimpiazzato con un doppio loggiato dorico-tuscanico, in ossequio a quanto prescrivevano i dettami dell'architettura greco-romana, con fregio continuo nell'ordine inferiore, a triglifi e metope in quello superiore (1823)[9]
- Copertura del Teatro Olimpico e della Basilica Palladiana (1824-30), insieme con la normalizzazione delle luci dei negozi e degli anditi sotto la Basilica (1825) e il restauro della scala, su arco rampante, che la collegava al Palazzo del Podestà[10]
- Cimitero acattolico (1830-33)
- Restauro di due altari nella Chiesa di San Lorenzo, di proprietà comunale[11]
- Casino con l'elegante pronao in villa Piovene Disconzi, ora Casa del Pellegrino a Monte Berico (1834) e restauri in Villa Loschi Zileri Dal Verme[12]
- Edificio neoclassico ai nn. 2-6 di contrà Ponte San Paolo (1834-40) e la ristrutturazione dei rustici annessi al cinquecentesco palazzo degli Scroffa nel borgo omonimo, oggi scomparsi perché sostituiti da moderne costruzioni (1832)[13]
- Radicale restauro delle Scalette di Monte Berico (1836-42)[14]
- Restauro dell'Arco trionfale del Revese (1838; demolito nel 1938)
- Ampliamento dell'Ospedale civico, con il rifacimento di parte del chiostro di San Bortolo (1838)
- Copertura della navata della Cattedrale (1839)

Quale architetto municipale, Malacarne si occupò anche della costruzione delle strade di circonvallazione esterna (i viali che sarebbero stati denominati Mazzini, D'Alviano, Fratelli Bandiera e Legione Gallieno) alla cinta muraria della città e della sistemazione dei livelli stradali in contrà Porti e contrà Pigafetta.